# Пояна-Сечурі
Пояна-Сечурі (рум. Poiana-Seciuri) — село у повіті Горж в Румунії. Входить до складу комуни Бустукін.
Село розташоване на відстані 197 км на захід від Бухареста, 35 км на схід від Тиргу-Жіу, 74 км на північ від Крайови.

## Населення
За даними перепису населення 2002 року у селі проживали 1023 особи. Усі жителі села рідною мовою назвали румунську.
Національний склад населення села:
| Національність | Кількість осіб | Відсоток |
| -------------- | -------------- | -------- |
| румуни         | 910            | 89,0%    |
| цигани         | 113            | 11,0%    |